# Software Freedom Day
Software Freedom Day (SFD) is een jaarlijkse dag ter viering en promotie van vrije software en opensourcesoftware. Het wordt georganiseerd door teams over de gehele wereld om de voordelen van vrije software bekend te maken en het gebruik ervan te stimuleren. De non-profitorganisatie Software Freedom International (SFI) verzorgt de algemene organisatie, zoals het werven van sponsors, het verwerken van donaties en het verspreiden van uitdeelbaar materiaal.

## Geschiedenis
De eerste Software Freedom Day werd gehouden op 28 augustus 2004 met circa 70 teams. De hoofdsponsor in 2005 was Canonical Ltd., de organisatie achter Ubuntu, een populaire Linuxdistributie.
Sinds 2007 wordt Software Freedom Day gehouden op de derde zaterdag van september.

## Overzicht
| Editie | Datum             | Aantal teams |
| ------ | ----------------- | ------------ |
| 1      | 28 augustus 2004  | ca. 70       |
| 2      | 10 september 2005 | ca. 300      |
| 3      | 21 september 2006 | ca. 330      |
| 4      | 15 september 2007 | ca. 260      |
| 5      | 20 september 2008 | ca. 500      |